# Château Saint-Georges (Magliaso)
Le château Saint-Georges (italien : Castello di San Giorgio) est un château situé à Magliaso dans le canton du Tessin en Suisse. Il est listé comme bien culturel d'importance nationale.

## Histoire
La première mention du château Saint-Georges date de 1033. Ses origines sont incertaines mais il passa aux mains des évêques de Côme à la fin du XIe siècle. L'évêque de Côme Landolfo de Carcano, excommunié par le pape mais investi par l'empereur Henri IV pendant la querelle des Investitures, se réfugia au château Saint-Georges. Les troupes de la ville de Côme assiégèrent le château et capturèrent l'évêque. Cet évènement déclencha la Guerre de dix ans (it) qui dura de 1118 et 1127 entre la ville de Milan, à l'évêque était lié, et celle de Côme. La fresque de la tour, l'un des rares exemples de peinture romane profane en Suisse, date de cette époque. Le château appartint à une branche de la famille Rusca (it) de Côme à partir du XIIIe siècle environ,.
Le château perdit son rôle de centre seigneurial et devint un manoir privé lorsque le Sud du Tessin passa à la Confédération suisse. En 1667 ou 1668, le chancelier du bailliage de Lugano Karl Konrad von Beroldingen (it) acheta les droits seigneuriaux sur le village à Giovanni Maria Castoreo. Il transforma les ruines du château en une somptueuse résidence et fit construire l'actuelle église paroissiale. Plusieurs propriétaires se succédèrent au XVIIIe siècle. Toujours en mains privées, la résidence est actuellement dans un état d'abandon,.
Le château est listé comme bien culturel d'importance nationale.